# Triadelphia
Triadelphia — рід грибів. Назва вперше опублікована 1971 року.